# Andrew Romine
Andrew James Romine (Winter Haven, 24 dicembre 1985) è un giocatore di baseball statunitense, interno ed esterno per i Texas Rangers della Major League Baseball (MLB).

## Carriera

### Inizi e Minor League
Romine frequentò la Trabuco Hills High School di Mission Viejo, California. Scelto inizialmente nel 36º turno del Major League Draft 2004, dai Philadelphia Phillies, Romine decise di continuare gli studi frequentando la Arizona State University di Tempe, Arizona e giocando a baseball per gli Arizona State Sun Devils.
Nel 2007 fu selezionato al 5º giro del draft dai Los Angeles Angels of Anaheim, che lo assegnarono nella classe Rookie. Nel 2008 giocò nella classe A e nel 2009 nella classe A-avanzata.

### Major League

#### Los Angeles Angels of Anaheim
Debuttò ufficialmente nella MLB il 24 settembre 2010, all'Angel Stadium di Anaheim, contro i Chicago White Sox. Giocò 5 partite con 1 su 11 alla battuta, prima di tornare nelle minor league, dove concluse con 106 partite nella Doppia-A.
Il 12 giugno 2011 fu chiamato nuovamente nella Major League per sostituire l'infortunato Alberto Callaspo. Partecipò a 10 partite nella MLB e 106 nella Tripla-A. Apparve sporadicamente anche nella stagione 2012, mentre nel 2013 partecipò a 47 partite nella MLB.

#### Detroit Tigers
Il 21 marzo 2014, Romine fu scambiato con i Detroit Tigers in cambio di José Álvarez. Il 12 aprile 2017 batté il primo grande slam in carriera. Con i Tigers divenne titolare, giocando stabilmente nella MLB per i quattro anni che trascorse con loro.

#### Seattle Mariners
Il 2 novembre 2017, i Seattle Mariners prelevarono Romine dalla lista trasferimenti dei Tigers. Divenne free agent a fine stagione 2018.

#### Philadelphia Phillies
L'11 gennaio 2019, Romine firmò un contratto di minor league con i Philadelphia Phillies. Venne svincolato il 23 marzo, ma due giorni dopo rifirmò con la franchigia. Passò l'intera stagione nella Tripla-A.

#### Chicago White Sox e Texas Rangers
Il 21 gennaio 2020, Romine firmò un contratto di minor league con i Chicago White Sox. Venne svincolato dalla franchigia il 23 luglio 2020.
Il 15 settembre 2020, Romine firmò un contratto di minor league con i Texas Rangers, con cui disputò due partite nella MLB, prima di diventare free agent a fine stagione.
Il 22 febbraio 2021, firmò un contratto di minor league con i Minnesota Twins, che lo svincolarono tuttavia il 25 marzo, prima dell'inizio della stagione regolare.
Il 29 marzo 2021, Romine firmò con i Chicago Cubs, con cui disputò 26 partite nella MLB.

## Famiglia
Il padre di Romine, Kevin, giocò come esterno per i Boston Red Sox per tutta la carriera (1985–1991) e il fratello, Austin Romine, gioca come ricevitore per i New York Yankees.